# 云南观音山国家森林公园
云南观音山森林公园位于云南省红河哈尼族彝族自治州泸西县，由国家林业局于2017年12月批准设立，总体面积2367.07公顷，由观音山和小石龙两个片区构成。